# Tatiana Kotliarova
Tatiana Kotliarova, född 7 maj 1959 i Sankt Petersburg, Ryssland, är en rysk-svensk akvarellmålare och pedagog.
Tatiana Kotliarova började måla redan som barn. På 80-talet gick hon en femårig utbildning på Institutet för Konst och Grafik vid Pedagogiska Universitetet i S:t Petersburg. Hennes karriär började med att hon arbetade i tempera, gouache och olja, men akvarellmålning har alltid varit och förblir hennes favorit.
Konstnären fokuserade på enbart akvarell  efter flytten till Sverige år 1994. Kotliarova använder skickligt olika avancerade akvarelltekniker i sina verk. Hon målar utan förhandsritad blyertsskiss, förutom för de mest komplexa kompositionerna, som exempelvis arkitektur. Förutom akvarellfärger använder konstnären inga täckande medel i sin konstnärliga process. Den höga kvaliteten på papperet och de naturliga färgerna gör det möjligt att bevara den ursprungliga färgen och färgintensiteten i hennes akvarellmålningar.
Hon har haft många separatutställningar samt bidragit till utsmyckning av privat och offentlig miljö i Sverige och utomlands. Typiska motiv är landskap (svensk och norsk skärgård etc), stadsbild, stilleben samt kvinnoporträtt.
Hon är bosatt i Tyresö utanför Stockholm, där hon har sin ateljé och där hon både skapar sina verk och undervisar i akvarellmålning.

## Utställningar
- Galleri Hagström, Stockholm, 2000.
- City Art Gallery, Stockholm, 2000.
- Galleri Utbildningsradion, Stockholm, 2001.
- Gallery Hagman, Stockholm, 2002.
- Galleri Notholmen, Tyresö, 2004.
- Galleri Notholmen, Tyresö, 2005.
- Galleri S/Svensk Konsthandel, Uppsala, 2008.
- Fabriano in Acquarello 2024
- 2nd IWS Singapore International Watercolor Exhibition & Competition 2024